# Vale do Delaware
O Vale do Delaware é um termo usado para se referir à área metropolitana centrada na cidade de Filadélfia nos Estados Unidos. O termo é derivado do rio Delaware, que atravessa a área. O Escritório Federal de Administração e Orçamento define oficialmente a região como Philadelfia-Camden-Wilmington Metropolitan Statistical Area.
O Vale do Delaware é composto de vários municípios no sudeste da Pensilvânia e do sul de Nova Jersey, um condado no norte do Delaware e um município no nordeste de Maryland. A área tem uma população de quase 6 milhões de habitantes (estimativa de 2009). A Filadélfia, sendo um importante centro comercial da região, cultural e industrial, mantém uma esfera de influência bastante grande, que afeta os municípios que o rodeiam. A maioria da população da região reside na Pensilvânia e Nova Jersey.
A Philadelphia-Camden-Wilmington Metropolitan Statistical Area é a quinta maior área metropolitana dos Estados Unidos e está localizada no extremo sul da megalópole que se estende desde Boston a Washington, DC.
Com base nos fluxos de transporte regional, a OMB também define uma região de mercado de trabalho mais amplo denominado Filadélfia-Camden-Vineland. Esta vasta região adiciona as áreas metropolitanas de Vineland e Reading e tem uma população total de 6.380.000 habitantes.